# Mayreville
Mayreville település Franciaországban, Aude megyében. Lakosainak száma 86 fő (2022. január 1.). Mayreville Gaja-la-Selve, Payra-sur-l’Hers, Pech-Luna, Peyrefitte-sur-l’Hers, Saint-Amans és Saint-Sernin községekkel határos.

## Népesség
A település népessége az elmúlt években az alábbi módon változott:
| Lakosok száma | 88   | 75   | 67   | 64   | 73   | 75   | 75   | 81   | 84   | 86   |
|               | 1968 | 1982 | 1990 | 2006 | 2013 | 2015 | 2017 | 2019 | 2020 | 2022 |